# Коссо, Агустин
Агусти́н Рехино Коссо (исп. Agustín Regino Cosso; 10 сентября 1909, Хунин — неизвестно) — аргентинский футболист, нападающий.

## Карьера
Агустин Коссо начал карьеру в молодёжном составе клуба «Атлетико Сармьенто» в 1925 году, откуда перешёл в «Ривер Плейт» из Хунина, куда он попал благодаря помощи своего дяди Карлоса. С клубом Агустин в 1930 году стал победителем третьего дивизиона чемпионата Аргентины. На следующий год Коссо перешёл в «Атлетико Сармьенто», а в следующем сезоне стал победителем Западной спортивной лиги. В матче с клубом «Провинсиаль» из Пергамино, его заметили представители «Велес Сарсфилда», куда он перешёл в 1933 году. В 1934 году Коссо стал вторым бомбардиром чемпионата, забив лишь на один мяч меньше лучшего снайпера соревнования, Эваристо Барреры. А в 1935 году стал лучшим бомбардиром. За клуб он выступал до 1936 года, проведя 123 матча и забив 95 голов.
В 1937 году он перешёл в бразильский «Фламенго». 27 июля Агустин дебютировал в составе команды в матче Открытого турнира Рио-де-Жанейро с «Флуминенсе» (1:4). В следующей игре, 3 августа в матче с «Бангу» (5:1), Коссо забил первый мяч за клуб. 3 октября того же года он сыграл первый официальный матч за клуб, в котором его команда проиграла «Сан-Кристовану» со счётом 0:4. В том же году «Фламенго» занял второе место в чемпионате штата Рио-де-Жанейро, уступив лишь «Флуминенсе». Всего за клуб он провёл 28 матчей (15 побед, 8 ничьих и 5 поражений) в которых забил 20 голов, из них 17 встреч и 12 голов в чемпионате штата. Последний матч за «Фламенго» Коссо сыграл 2 января 1938 года с «Андараем» 9:3.
В 1938 году Коссо стал игроком «Сан-Лоренсо». 5 мая или 15 мая он дебютировал в составе команды в матче с «Альмагро» (4:3), где забил гол уже на первой минуте встречи. В первом же сезоне Агустин забил в чемпионате 26 голов, уступив лишь пяти футболистам. Всего за клуб он сыграл 38 матчей и забил 34 гола, последний из которых 5 ноября 1939 года с «Индепендьенте» (0:3). В 1940 году Коссо перешёл в «Банфилд», где сыграл 20 матчей и забил 11 голов. В 1941 году футболист возвратился в «Велес», где забил 3 гола в 7 матчах. А завершил карьеру в «Атлетико Сармьенто» в 1945 году. После завершения игровой карьеры, Коссо также работал тренером тренируя «Сармьенто» с начала 1959 по середину 1960 года.

## Статистика

### Клубная
| Сезон | Клуб           | Лига         | Чемпионат | Чемпионат |
| Сезон | Клуб           | Лига         | Игры      | Голы      |
| ----- | -------------- | ------------ | --------- | --------- |
| 1933  | Велес Сарсфилд | Примера      | 31        | 9         |
| 1934  | Велес Сарсфилд | Примера      | 36        | 33        |
| 1935  | Велес Сарсфилд | Примера      | 29        | 33        |
| 1936  | Велес Сарсфилд | Примера      | 27        | 20        |
| 1937  | Фламенго       | Лига Кариока | 17        | 12        |
| 1938  | Сан-Лоренсо    | Примера      | 25        | 26        |
| 1939  | Сан-Лоренсо    | Примера      | 13        | 8         |
| 1940  | Банфилд        | Примера      | 20        | 11        |
| 1941  | Велес Сарсфилд | Примера      | 7         | 3         |

### Международная
| Матчи Агустина Коссо за сборную Аргентины | Матчи Агустина Коссо за сборную Аргентины | Матчи Агустина Коссо за сборную Аргентины | Матчи Агустина Коссо за сборную Аргентины | Матчи Агустина Коссо за сборную Аргентины | Матчи Агустина Коссо за сборную Аргентины | Матчи Агустина Коссо за сборную Аргентины |
| ----------------------------------------- | ----------------------------------------- | ----------------------------------------- | ----------------------------------------- | ----------------------------------------- | ----------------------------------------- | ----------------------------------------- |
| №                                         | Дата                                      | Место проведения                          | Оппонент                                  | Счёт                                      | Голы                                      | Турнир                                    |
| 1                                         | 20 сентября 1936                          | Монтевидео                                | Уругвай                                   | 1:2                                       | —                                         | Кубок Эктора Гомеса                       |
| 2                                         | 24 июня 1956                              | Монтевидео                                | Уругвай                                   | 3:2                                       | 1                                         | Кубок Эктора Гомеса                       |

## Достижения

### Командные
- Обладатель Кубка Эктора Гомеса: 1938

### Личные
- Лучший бомбардир чемпионата Аргентины: 1935 (33 гола)